# Dragobete
Dragobetele es el hijo de Baba Dochia. La fiesta de Dragobete es el equivalente rumano del Día de San Valentín, y es celebrado en Rumania en el 24 de febrero de cada año.
Entidad mitológica similar a Eros o Cupido, celebrado en el día cuando "los pájaros también se enamoran", el Dragobete se diferencia de la ternura del San Valentín católico, ya que es un hombre guapo e impetuoso, pero es el protector de los que se encuentran por primera vez en su día, y su amor dura todo el año. Según algunas creencias, quien participaba a esta fiesta era protegido de todas las enfermedades del año, particularmente la fiebre, y también contribuía al bienestar del hogar. Vestidos en trajes de fiesta, los jóvenes y las jóvenes se daban cita frente a la iglesia del pueblo, y partían hacia bosques y llanuras, para coger flores de primavera. En el sur de Rumania (Mehedinţi), las chicas regresaban al pueblo corriendo, seguidas de los chicos que se habían enamorado de ellas. Si el chico era lo bastante rápido para llegar a la chica amada, y él le gustaba también a ella, se besaban delante de todo el mundo. Ese beso significaba el compromiso de los dos por un año, o incluso más, ya que Dragobetele era una ocasión para la comunidad de enterarse de las siguientes bodas. 
La gente mayor cuidaba en ese día de todos sus pájaros, pero también de los pájaros del cielo. En ese día no se sacrificaba ningún animal, porque eso hubiera estropeado el propósito de los "enamoramientos". Las mujeres casadas solían tocar a un hombre de otro pueblo, para ser cariñosas con su marido todo el año. Las señoritas recogían las últimas huellas de nieve, llamada zăpada zânelor ("la nieve de las hadas"), y el agua que resultaba de esa nieve era usada a lo largo del año para el embellecimiento y para fórmulas mágicas de amor.
- Datos: Q2622066
- Multimedia: Dragobete / Q2622066